# داريون
داريون هو نهر تاريخي يعود إلى عصر أخمينيون، ويقع في تستر.